# غلام‌آباد خیاط
غلام‌آباد خیاط (GholamAbad Khayat)، روستایی از توابع بخش فیروزآباد شهرستان سلسله در استان لرستان ایران است. زبان مردم این روستا کردی به گویش لکی است.

## جمعیت
این روستا در دهستان فیروزآباد قرار دارد و بر اساس سرشماری مرکز آمار ایران در سال ۱۳۹۵، جمعیت آن ۸۷ نفر بوده که ۵۱ نفر مرد و ۳۶ نفر زن بوده اند. این در حالی است که جمعیت این روستا در مقایسه با سرشماری سال ۱۳۸۵ ، ۹ نفر کاهش داشته است. روستای غلام آباد خیاط دارای ۲۴ خانوار می باشد.